# Rio Rankin

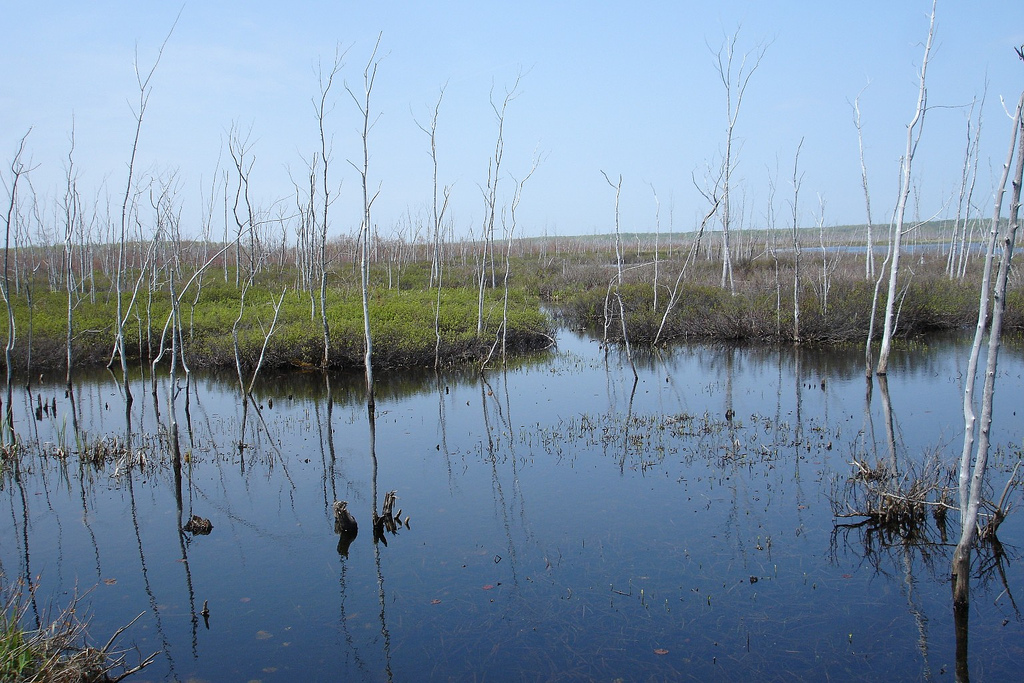
Rio Rankin

O rio Rankin é um rio em Bruce, Ontário, no Canadá. Começa no lago Berford a cerca de 1,5 quilômetro (0,9 milha) a sudeste da comunidade de Mar, e flui para o oeste sobre a represa de Berford, então sob a Rota 6 ao lago Isaac, onde recebe o afluente direito Albemarle Brook, chegando no lago Sky. O rio segue ao sul até o lago Boat, onde recebe o afluente esquerdo Clavering Creek em Jordan Bay. Segue ao sul saindo do lago sobre a represa de Rankin, depois ao sudoeste até sua foz no rio Sauble, logo acima da comunidade de Sauble Falls.